# Wilhelm Gołyszny
Wilhelm Gołyszny (ur. 30 marca 1917, zm. 11 maja 1990 w Gdyni) – polski kpt. ż.w. i  manager żeglugowy.

## Życiorys
Syn Wilhelma. Absolwent Szkoły Morskiej. Pełnił funkcję dyrektora naczelnego Polskich Linii Oceanicznych (1953-1955).  
W 1970 uczestniczył w przeprowadzonym przez redakcję „Wieczoru Wybrzeża” plebiscycie pn. „Wybieramy gdańszczanina 25-lecia”.
Pochowany w nowej alei zasłużonych na cmentarzu w Gdyni-Witominie (kwatera 26-41-13).

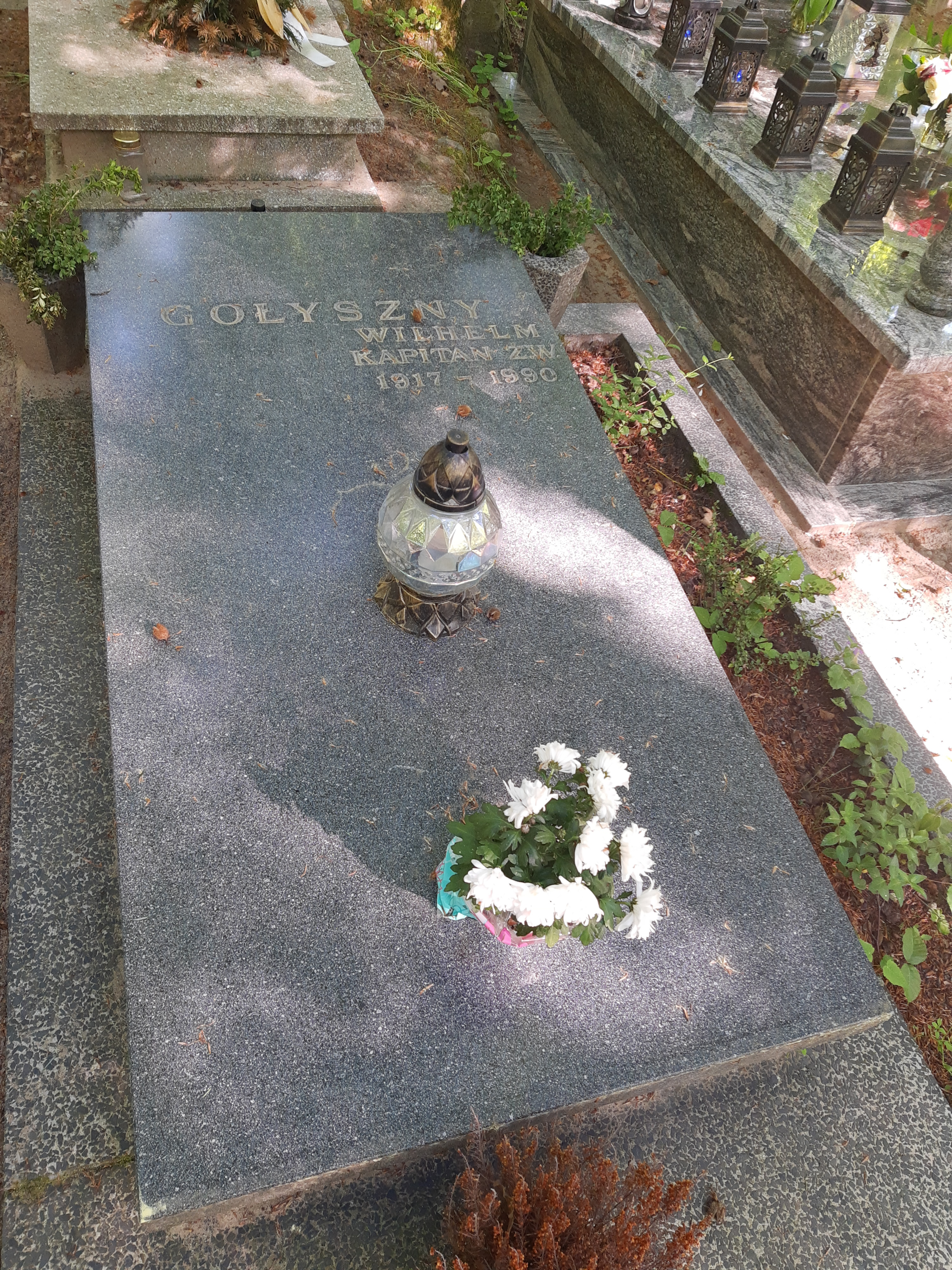
Grób Wilhelma Gołysznego na cmentarzu Witomińskim